# 熬
熬作为一种烹饪方法，更多是以溶解为目的，指把東西放到水裏煮，讓所含的成分進入水中。比如煎茶、煎藥。煎这种手法被广泛地应用于草药学中，主要用来提取坚硬植物物质（如根、树枝等）中的有效成分。